# Coupe UEFA 1992-1993
Navigation
Édition précédente Édition suivante
La Coupe UEFA 1992-1993 est la vingt-deuxième édition de la Coupe de l'UEFA, qui oppose les meilleurs clubs européens qualifiés grâce aux résultats de leur championnat national. Cette édition voit les Italiens de la Juventus Turin s'imposer en finale contre une formation allemande, le Borussia Dortmund. C'est la toute première finale européenne pour Dortmund alors qu'il s'agit en revanche de la septième finale disputée par la Vieille Dame, qui remporte sa troisième Coupe UEFA (ce qui est alors un record), le cinquième trophée européen de son histoire.
L'attaquant français de l'AJ Auxerre Gérald Baticle remporte le titre honorifique de meilleur buteur de la compétition avec un total de huit buts.
La dissolution de l'Union des républiques socialistes soviétiques le 26 décembre 1991, et l'indépendance de nombreuses anciennes républiques soviétiques va faire grimper le nombre de membres affiliés à l'UEFA et donc le nombre de participants potentiels à la compétition. Lors de cette édition, deux nations de l'ex-URSS sont ainsi représentées pour la première fois en Coupe UEFA : l'Ukraine et la Russie. La réunification de l'Allemagne entraîne également la disparition des représentants de la RDA. Une autre nation est également représentée pour la première fois dans la compétition. Il s'agit de la Slovénie, pays indépendant depuis le 25 juin 1991. À l'opposé, les représentants d'Albanie et de Yougoslavie ne peuvent s'aligner en raison du conflit dans les Balkans.
Pour compenser les places vacantes du fait de ces changements géopolitiques et par le jeu des changements liés au classement du coefficient UEFA, la Pologne, l'Écosse, l'Angleterre, l'Autriche, la Turquie et la Roumanie obtiennent une place supplémentaire tandis que la Finlande et la Hongrie perdent un représentant.
L'Ajax Amsterdam, tenant du titre, est éliminé en quarts de finale par le club français de l'AJ Auxerre.

## Trente-deuxièmes de finale
| Équipe 1                | Résultat       | Équipe 2              | Aller | Retour   |
| ----------------------- | -------------- | --------------------- | ----- | -------- |
| 1. FC Cologne           | 2 - 3          | Celtic FC             | 2 - 0 | 0 - 3    |
| FK Dynamo Moscou        | 5 - 3          | Rosenborg BK          | 5 - 1 | 0 - 2    |
| Electroputere Craiova   | 0 - 10         | Panathinaïkos         | 0 - 6 | 0 - 4    |
| Dynamo Kiev             | 3e - 3         | Rapid Vienne          | 1 - 0 | 2 - 3    |
| FC Copenhague           | 10 - 1         | Mikkelin Palloilijat  | 5 - 0 | 5 - 1    |
| FC Wacker Innsbruck     | 1 - 5          | AS Rome               | 1 - 4 | 0 - 1    |
| Politehnica Timişoara   | 1 - 5          | Real Madrid           | 1 - 1 | 0 - 4    |
| Fenerbahçe SK           | 5 - 3          | PFK Botev Plovdiv     | 3 - 1 | 2 - 2    |
| Floriana FC             | 2 - 8          | Borussia Dortmund     | 0 - 1 | 2 - 7    |
| GKS Katowice            | 1 - 2          | Galatasaray SK        | 0 - 0 | 1 - 2    |
| Grasshopper Club Zurich | 4 - 3          | Sporting Lisbonne     | 1 - 2 | 3 - 1 ap |
| Hibernian FC            | 3 - 3e         | RSC Anderlecht        | 2 - 2 | 1 - 1    |
| IFK Norrköping          | 1 - 3          | Torino FC             | 1 - 0 | 0 - 3    |
| Juventus                | 10 - 1         | Anórthosis Famagouste | 6 - 1 | 4 - 0    |
| Fram Reykjavik          | 0 - 7          | 1. FC Kaiserslautern  | 0 - 3 | 0 - 4    |
| Manchester United       | 0 - 0 (3-4tab) | FK Torpedo Moscou     | 0 - 0 | 0 - 0    |
| Neuchâtel Xamax         | 3 - 6          | BK Frem               | 2 - 2 | 1 - 4    |
| Paris Saint-Germain     | 5 - 0          | PAOK Salonique        | 2 - 0 | 3 - 0    |
| PFK Lokomotiv Plovdiv   | 3 - 9          | AJ Auxerre            | 2 - 2 | 1 - 7    |
| Casino Salzbourg        | 1 - 6          | Ajax AmsterdamT       | 0 - 3 | 1 - 3    |
| Sheffield Wednesday     | 10 - 2         | Spora Luxembourg      | 8 - 1 | 2 - 1    |
| SK Sigma Olomouc        | 3 - 1          | Universitatea Craiova | 1 - 0 | 2 - 1    |
| Slavia Prague           | 3 - 4          | Heart of Midlothian   | 1 - 0 | 2 - 4    |
| Benfica Lisbonne        | 8 - 0          | Belvedur Izola        | 3 - 0 | 5 - 0    |
| Stade Malherbe Caen     | 3 - 4          | Real Saragosse        | 3 - 2 | 0 - 2    |
| Standard de Liège       | 5 - 0          | Portadown FC          | 5 - 0 | 0 - 0    |
| Dunakanyar-Vác          | 2 - 1          | FC Groningue          | 1 - 0 | 1 - 1    |
| Valence CF              | 1 - 6          | SSC Naples            | 1 - 5 | 0 - 1    |
| Vitesse Arnhem          | 5 - 1          | Derry City FC         | 3 - 0 | 2 - 1    |
| Vitória SC              | 3 - 2          | Real Sociedad         | 3 - 0 | 0 - 2    |
| Widzew Łódź             | 2 - 11         | Eintracht Francfort   | 2 - 2 | 0 - 9    |
| FC Malines              | 2 - 1          | Örebro Sportklubb     | 2 - 1 | 0 - 0    |

## Seizièmes de finale
| Équipe 1             | Résultat | Équipe 2                | Aller | Retour |
| -------------------- | -------- | ----------------------- | ----- | ------ |
| 1. FC Kaiserslautern | 5 - 3    | Sheffield Wednesday     | 3 - 1 | 2 - 2  |
| AS Rome              | 6 - 4    | Grasshopper Club Zurich | 3 - 0 | 3 - 4  |
| AJ Auxerre           | 7 - 0    | FC Copenhague           | 5 - 0 | 2 - 0  |
| BK Frem              | 1 - 6    | Real Saragosse          | 0 - 1 | 1 - 5  |
| Borussia Dortmund    | 3 - 1    | Celtic Glasgow          | 1 - 0 | 2 - 1  |
| Eintracht Francfort  | 0 - 1    | Galatasaray             | 0 - 0 | 0 - 1  |
| Fenerbahçe           | 2 - 7    | SK Sigma Olomouc        | 1 - 0 | 1 - 7  |
| Heart of Midlothian  | 0 - 2    | Standard de Liège       | 0 - 1 | 0 - 1  |
| SSC Naples           | 0 - 2    | Paris SG                | 0 - 2 | 0 - 0  |
| Panathinaïkos        | 0 - 1    | Juventus Turin          | 0 - 1 | 0 - 0  |
| RSC Anderlecht       | 7 - 2    | Dynamo Kiev             | 4 - 2 | 3 - 0  |
| Real Madrid          | 7 - 5    | FK Torpedo Moscou       | 5 - 2 | 2 - 3  |
| Benfica Lisbonne     | 6 - 1    | Dunakanyar-Vác FC       | 5 - 1 | 1 - 0  |
| Torino FC            | 1 - 2    | FK Dynamo Moscou        | 1 - 2 | 0 - 0  |
| Vitesse Arnhem       | 2 - 0    | FC Malines              | 1 - 0 | 1 - 0  |
| Vitória SC           | 1 - 5    | Ajax AmsterdamT         | 0 - 3 | 1 - 2  |

## Huitièmes de finale
| Équipe 1          | Résultat | Équipe 2             | Aller | Retour |
| ----------------- | -------- | -------------------- | ----- | ------ |
| AS Rome           | 5 - 4    | Galatasaray          | 3 - 1 | 2 - 3  |
| Ajax AmsterdamT   | 3 - 0    | 1. FC Kaiserslautern | 2 - 0 | 1 - 0  |
| Borussia Dortmund | 4 - 3    | Real Saragosse       | 3 - 1 | 1 - 2  |
| FK Dynamo Moscou  | 2 - 4    | Benfica Lisbonne     | 2 - 2 | 0 - 2  |
| Paris SG          | 1e - 1   | RSC Anderlecht       | 0 - 0 | 1 - 1  |
| SK Sigma Olomouc  | 1 - 7    | Juventus Turin       | 1 - 2 | 0 - 5  |
| Standard de Liège | 3 - 4    | AJ Auxerre           | 2 - 2 | 1 - 2  |
| Vitesse Arnhem    | 0 - 2    | Real Madrid          | 0 - 1 | 0 - 1  |

## Quarts de finale
| Équipe 1         | Résultat | Équipe 2          | Aller | Retour |
| ---------------- | -------- | ----------------- | ----- | ------ |
| AS Rome          | 1 - 2    | Borussia Dortmund | 1 - 0 | 0 - 2  |
| AJ Auxerre       | 4 - 3    | Ajax AmsterdamT   | 4 - 2 | 0 - 1  |
| Real Madrid      | 4 - 5    | Paris SG          | 3 - 1 | 1 - 4  |
| Benfica Lisbonne | 2 - 4    | Juventus Turin    | 2 - 1 | 0 - 3  |

## Demi-finales
| Équipe 1          | Résultat       | Équipe 2   | Aller | Retour |
| ----------------- | -------------- | ---------- | ----- | ------ |
| Borussia Dortmund | 2 - 2 (6-5tab) | AJ Auxerre | 2 - 0 | 0 - 2  |
| Juventus Turin    | 3 - 1          | Paris SG   | 2 - 1 | 1 - 0  |

## Finale
| Équipe 1          | Résultat | Équipe 2       | Aller | Retour |
| ----------------- | -------- | -------------- | ----- | ------ |
| Borussia Dortmund | 1 - 6    | Juventus Turin | 1 - 3 | 0 - 3  |